# Gundelfingen
Gundelfingen es un municipio en Alemania, situado en el distrito de Brisgovia-Alta Selva Negra, en la región administrativa de Friburgo, estado de Baden-Wurtemberg.

## Historia

### Gundelfingen

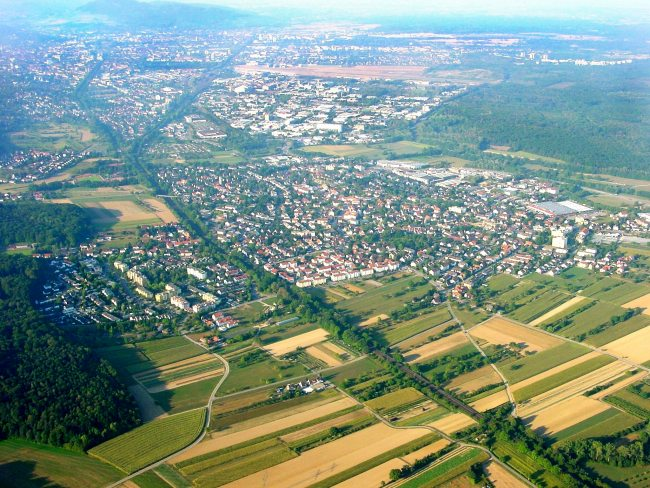
Desde el aire: La diagonal es la línea ferroviaria. A su derecha está la mayor parte de Gundelfingen. A su izquierda se ve en la parte inferior la carretera a Heuweiler y el bosque donde se encuentra el sendero de observación de aves. Por encima del bosque se ve Wildtal.El puente sobre el ferrocarril está en la carretera a Wildtal. El distrito urbano en la parte superior de la foto es de Friburgo

La primera mención escrita de Gundelfingen se encuentra en el año 1008 en un documento donde el emperador Enrique II otorgó al obispo Adalbero de Basilea el derecho de caza en esta región.
Sin embargo,  el sufijo "-ingen" sugiere que ya  fue fundada en el siglo cuarto y parece haber sido el lugar donde un jefe alamán llamado "Gundolf" estableció su residencia.
Desde 1507 pertenece a Baden.

### Wildtal
Wildtal fue mencionado por vez primera en un documento escrito en 1273 bajo el nombre de Wülptal (valle del cachorro) o Wolfstal (valle del lobo). El nombre actual solo se traduce con "valle salvaje" o "valle silvestre".

## Administración
En 1972  Wildtal fue incorporado en el municipio de Gundelfingen.
El alcalde de Gundelfingen es al mismo tiempo el alcalde de la aldea vecina Heuweiler que está asociada en asuntos administrativos.

## Lugares
En el territorio que pertenece al municipio de Gundelfingen se encuentran, por ejemplo, los siguientes lugares:

### Iglesia protestante
La iglesia protestante se encuentra en la esquina de las calles Kirchstraße y Kirchenwinkel

#### Nido de cigüeña
A partir de 1993 cigüeñas anidan de nuevo en Gundelfingen. Su nido está en el campanario de la iglesia protestante.

#### Luthereiche
Un "Luthereiche" (roble de Lutero) tiene la función de un monumento que conmemora a Lutero y su obra. El  primer roble de Lutero había sido plantado en Wittenberg en el puesto donde quemó públicamente la bula papal el 10 de diciembre de 1520.
Tal roble fue plantado en 1883 al lado de la iglesia protestante con ocasión del 400 cumpleaños del reformador. Un tablero en el muro de la iglesia rememora su plantación. Era el primer monumento natural de Gundelfingen. El árbol de una altura de 15 metros fue talado en 2011 a causa de una enfermedad criptogámica.
Es muy probable que se plantará un nuevo roble en su lugar, tal vez en 2017 cuando se celebrará el 500 aniversario de la Reforma Protestante .

### Al este del ferrocarril

#### Estanque
En un pequeño parque en el centro de la zona residencial Am See (al lago) al este de la estación de se encuentra un estanque. Ánades reales y peces dorados habitan allí.

#### Sendero de observación de aves
Más al este, en el bosque por encima de las calles Sonnhalde y Jägerpfad, hay un sendero de observación de aves con más de 40 cajas nido donde numerosas especies de aves incuban. Naturalmente se puede observar también un gran número de pájaros que no tienen sus nidos en cavidades.

#### Rebberg
La colina al sur de esta zona y al norte de la calle Am Rebberg, otra vez al norte de la carretera que conecta Gundelfingen con Wildtal, se llama "Rebberg" (monte des vides). En su ladera se cultivan vides para la producción de vino (viticultura).

#### Leheneck
Más hacia el noreste hay un collado bajo llamado "Leheneck", situado a 323 metros sobre el nivel del mar, que ofrece una magnífica vista hacia el norte (Heuweiler) y el sur (Wildtal).

### Wildtal
Wildtal es el nombre no sólo de la aldea perteneciente a Gundelfingen sino también del valle. El arroyo más importante de este valle y de Gundelfingen es el Schobbach.

#### Dorfbrunnen
En Wildtal, en la esquina de las calles Heuweilerweg y Talstraße se ve el "Dorfbrunnen" (pozo de agua de la aldea).

#### Talstraße
La "Talstrase" (vía del valle) lleva directamente a través de todo el valle de "Wildtal".

#### Wildtalereck
Al final del valle se llega al "Wildtalereck", 456 metros sobre el nivel del mar, desde donde se tiene una magnífica vista hacia el oeste.

#### Waldbrunnerhof
De la Talstraße el Waldbrunnerweg gira hacia el sur. La granja llamada Waldbrunnerhof está 147 metros sobre el nivel del mar. Desde allí se tiene una buena vista. Siguiende adelante se llega al castillo.

#### Castillo de Zähringen
La subida más corta es desde el cementerio de Wildtal a través del bosque montañoso. El castillo fue destrozado, pero su torre está todavía allí.
Muy cerca hay un restaurante adonde se puede ir también en coche desde el barrio Zähringen de Friburgo.

### Reutebacher Höfe
Las granjas llamadas "Reutebacher Höfe" están ubicadas en un área del Roßkopf que se llama Reutebach. En el pasado pertenecían a una aldea que era más grande. La mayor parte del territorio antiguo de esa aldea pertenece hoy al barrio Zähringen de Friburgo. Restos de la iglesia de la aldea de Reutebach se descubrieron bajo el aparcamiento en el Harbuckweg (que dobla de la Pochgasse) en el bosque de Zähringen al otro lado del puente sobre el arroyo Reutebach.
Este aparcamiento es también un punto de partida idóneo para caminatas a la torre y otros lugares del monte.

#### Rottecksruhe
La más alta de las granjas Reutebacher Höfe era el Schönehof a una altitud de 590 metros sobre el nivel del mar. En su lugar está ahora una pequeña cabaña donde se puede descansar. Este lugar se llama hoy en día Rottecksruhe (descanso de Rotteck).

##### Karl von Rotteck
La granja pertenecía a Karl von Rotteck, un político alemán (nacido en Friburgo el 18 de julio de 1775 y muerto en Friburgo el 26 de noviembre de 1840).

### Rosskopf
La montaña se llama Rosskopf (cabeza de caballo). Se eleva a 737 metros sobre el nivel del mar.

#### Roßkopfturm
Directamente al norte de la cumbre de esta montaña y junto a una pequeña cabaña está la torre "Roskopfturm", una torre de acero que tiene una altura de 35 metros. Fue construida en 1889 y ofrece una vista panorámica de Friburgo, las montanas circundantes y el valle del Rin con el Tuniberg y el Kaiserstuhl y, en algunos días, cuando la visibilidad es particularmente buena, incluso se puede mirar los Vosgos.

#### Martinsfelsen
Caminando hacia el este se llega a "Martinsfelsen" (roca de Martin), 686 metros sobre el nivel del mar, que ofrece una buena vista del norte de Brisgovia.

#### Aerogenerador
En 2003, cuatro aerogeneradores fueron construidos. Uno de estos cuatro aerogeneradores está ubicado en la parte del monte que pertenece a Gundelfingen. Los otros tres están directamente al otro lado de la frontera con Friburgo.
A causa de estos aerogeneradores en su cumbre el Rosskopf es fácilmente reconocible desde la distancia.

### Área protegida
Una gran parte de la zona montañosa en el este de Gundelfingen fue clasificada como área protegida de Baden-Wurtemberg bajo el nombre "Landschaftsschutzgebiet Gundelfingen-Wildtal-Heuweiler".
Heuweiler es una aldea vecina que está asociada con Gundelfingen en asuntos administrativos.

## Religión
Una iglesia fue mencionada en Gundelfingen por vez primera en 1275. Sin embargo, sólo a partir de la implementación de la Reforma en el Margraviato de Baden en 1556 Gundelfingen tenía su propio párroco.
Los bautistas se establecieron en Gundelfingen en 1877.
La iglesia parroquial católica fue construida en 1975.
Hay incluso una capilla ortodoxa rusa en un lugar aislado en el Roßwinkel.

## Tráfico rodado
La región cuenta con una red de carreteras bien desarrollada:
Bundesstrase (carretera nacional) B 3 (desde Buxtehude en el área metropolitana de Hamburgo en el Norte de Alemania hasta Weil am Rhein en la  frontera suiza. Con la variante, esta carretera ya no atraviesa Gundelfingen. Sin embargo, el curso anterior a través de Gundelfingen todavía se llama Alte (antigua) Bundesstraße y sigue siendo su calle principal que lo conecta con Friburgo.
Bundesstrase (carretera nacional) B 294 (desde Freudenstadt en el Norte de la Selva Negra hasta Friburgo) también pasa cerca de Gundelfingen conectándolo con Autobahn (autopista) A 5 (desde el intercambio de tres ramales Hattenbacher Dreieck cerca de Bad Hersfeld en el noreste de Hesse hasta Basilea en Suiza).
Además, hay carreteras locales a los pueblos vecinos Heuweiler y Vörstetten.

## Transporte público

### Autobús
Gundelfingen es servido por autobuses de enlace a la red de tranvía operada por Freiburger Verkehrs AG que pertenece a la ciudad de Friburgo:
Líneas 15 (circular incluyendo Wildtal), 16 (todo derecho), y 24 (hacia el oeste de Friburgo a través de la zona industrial Industriegebiet Freiburg Nord, pero exclusivamente en las horas punta).
Los autobuses hacia el hinterland son operados por SudbadenBus, pero prácticamente todos pasan fuera de Gundelfingen y hay que cambiar en Friburgo.
Además, la línea de autobús 201 desde Friburgo a Vörstetten y más adelante hasta Reute y Nimburg (Teningen-
Nimburg) que es operado por otra empresa local también sirve Gundelfingen los sábados, domingos y días festivos, pero pasa fuera todos los otros días.

### Tranvía
Durante mucho tiempo había discusiones sobre una prolongación de la línea 2 del tranvía que hasta ahora termina en el barrio septentrional Zähringen de Friburgo. En el otoño de 2011 la construcción de la primera sección de esta prolongación, a saber hasta la frontera sur de Gundelfingen, comenzó y se espera que comienza su servicio en 2014.

### Ferrocarril
Gundelfingen se encuentra en la Línea ferroviaria del valle del Rin Karlsruhe - Basilea y trenes de dos operadores de trenes regionales paran en la estación de tren: DB Regio y Breisgau S-Bahn (la última opera la línea que va a Elzach).

### ¿Dónde bajar?
Llegando en autobús, para explorar el centro de Gundelfingen se selecciona una parada que contiene la palabra Rathaus (ayuntamiento). Si se desea explorar la zona residencial al este de la línea ferroviaria y sus alrededores, por ejemplo el sendero de observación de aves, la parada mejor es Waldstraße y para Wildtal se baja a Obermatten (línea 15).

## Carnaval
En Gundelfingen existen dos clubes carnavalescos:
- Gundelfinger Dorfhexen (brujas de aldea)
- Fässlistemmer (los que levantan pequeños barriles)

## Hermanamiento
Municipios hermanados son:
- Meung-sur-Loire, Francia, desde 1987
- Bieruń, Polonia, desde 1997
- Scheibenberg, Sajonia, también desde 1997.

|                                                      |
| Ubicación de Gundelfingen en el distrito de Friburgo |

|             |
| Banco Raiba |

|                                    |
| Tren regional cerca de la estación |

|                   |
| Escudo de Wildtal |

|                |
| Gasthaus Rößle |